# Болонський процес

Логотип

Боло́нський проце́с — процес структурного реформування національних систем вищої освіти країн Європи, зміни освітніх програм і потрібних інституційних перетворень у вищих навчальних закладах Європи. Болонський процес названо на честь Болонського університету, де 1999 року міністри освіти 29 європейських країн підписали Болонську конвенцію. Цей процес створив Європейський простір вищої освіти відповідно до Лісабонської конвенції про визнання. Офіційною датою початку процесу прийнято вважати 19 червня 1999 року, коли було підписано Болонську конвецію. Цей процес було відкрито для інших країн у рамках Європейської культурної конвенції Ради Європи. Урядові зустрічі в рамках болонського процесу були проведені у Празі (2001), Берліні (2003), Бергені (2005), Лондоні (2007), Льовені (2009), Будапешті-Відні (2010), Бухаресті (2012), Єревані (2015), Парижі (2018) та Римі (2020).
Однією з основних цілей Болонського процесу є «сприяння мобільності шляхом подолання перешкод для ефективного здійснення вільного пересування». Для цього необхідно, щоб рівні вищої освіти в усіх країнах були максимально подібними, а наукові ступені, що видаються за результатами навчання,— найбільш прозорими і легко порівнянними. Це, своєю чергою, безпосередньо пов'язані з запровадженням у закладах вищої освіти системи перезаліку кредитів, модульної системи навчання та спеціального додатку до диплому. Це також у тісному зв'язку з реформуванням навчальних планів.
На сьогоднішній день процес включає 46 країн-учасниць з 49 країн, які ратифікували Європейську культурну конвенцію Ради Європи (1954). Болонський процес є відкритим для приєднання інших країн. У 2005 міністр освіти Станіслав Ніколаєнко в Берґені підписав Болонську декларацію від імені України.

## Основні положення Болонської конвенції
Мета конвенції – встановлення європейської зони вищої освіти, а також активізація європейської системи вищої освіти у світовому масштабі.
Конвенція містить шість ключових положень:
1. Запровадження системи порівнянних ступенів, у тому числі через впровадження додатка до диплома для забезпечення можливості працевлаштування європейських громадян та підвищення міжнародної конкурентоспроможності європейської системи вищої освіти.
2. Введення двоциклового навчання: попереднього (undergraduate) та випускного (graduate). Перший цикл триває щонайменше трьох років. Другий повинен вести до здобуття ступеня магістра або ступеня доктора.
3. Впровадження європейської системи перезаліку залікових одиниць трудомісткості підтримки великомасштабної студентської мобільності (система балів). Вона також забезпечує право вибору студентом дисциплін, що вивчаються. За основу пропонується прийняти ECTS (European Credit Transfer System), зробивши її накопичувальною системою, здатною працювати в рамках концепції навчання.
4. Істотний розвиток мобільності студентів (з урахуванням виконання двох попередніх пунктів). Розширення мобільності викладацького та іншого персоналу через залік періоду часу, витраченого ними на роботу в європейському регіоні. Встановлення стандартів транснаціональної освіти.
5. Сприяння європейському співробітництву у забезпеченні якості з метою розробки порівняних критеріїв та методологій.
6. Сприяння необхідним європейським поглядам у вищій освіті, особливо у галузі розвитку навчальних планів, міжінституційного співробітництва, схем мобільності та спільних програм навчання, практичної підготовки та проведення наукових досліджень.

## Приєднання до Болонського процесу
Країни приєднуються до Болонського процесу на добровільних засадах через підписання відповідної декларації. При цьому вони беруть на себе певні зобов'язання, деякі з яких обмежені термінами:
- З 2005 року почати безкоштовно видавати усім випускникам ВНЗ країн-учасниць Болонського процесу європейські програми єдиного зразка до дипломів бакалавра та магістра;
- До 2010 року реформувати національні системи освіти відповідно до основних положень Болонської декларації.

## Учасники Болонського процесу
Учасниками Болонського процесу і декларації «Зона європейської вищої освіти» є:
| - Австрія - Білорусь - Азербайджан - Албанія - Андорра - Бельгія - Болгарія - Боснія і Герцеговина - Ватикан - Велика Британія - Вірменія - Греція - Грузія - Данія - Естонія - Ізраїль - Ірландія | - Ісландія - Іспанія - Італія - Казахстан - Кіпр - Латвія - Литва - Ліхтенштейн - Люксембург - Північна Македонія - Мальта - Молдова - Нідерланди - Німеччина - Норвегія - Польща | - Португалія - Росія - Румунія - Сербія - Словаччина - Словенія - Туреччина - Угорщина - Україна - Фінляндія - Франція - Хорватія - Чорногорія - Чехія - Швейцарія - Швеція |

Усі країни-члени ЄС беруть участь у цьому процесі, а Європейська Комісія також є підписантом. Монако та Сан-Марино є єдиними членами Ради Європи, які не прийняли цей процес.
ESU, EUA, EURASHE, EI, ENQA, UNICE, Рада Європи та ЮНЕСКО є частиною процесу. Іншими групами на цьому рівні є ENIC, NARIC і EURODOC.